# 1970 في البرتغال
فيما يلي قوائم الأحداث التي وقعت خلال عام 1970 في البرتغال.

## سياسة

### انتهاء فترة المنصب
- 15 يناير – مارسيلو كايتانو وزير الخارجية  [لغات أخرى]‏.
- 15 يناير – مارسيلو كايتانو وزير الخارجية  [لغات أخرى]‏.

## رياضة
- 1 يناير – الدوري البرتغالي الممتاز 1969-70 الفائز سبورتينغ لشبونة.

## مواليد

### أبريل
- 8 أبريل – باتريك ميل ممثل فرنسي.[1]
- 9 أبريل – نونو ماركيز لاعب كرة مضرب برتغالي.
- 16 أبريل – روي فيتوريا[2]
- 26 أبريل – أرتور كوستا سبّاح برتغالي.

### مايو
- 5 مايو – مانويلا آزيفيدو مغنية برتغالية.
- 29 مايو – لويس نوفو عداء مراثوني برتغالي.[3]

### يونيو
- 30 يونيو – جواو موريرا لاعب كرة قدم برتغالي.

### يوليو
- 12 يوليو – أوري أتيكا ممثلة فرنسية.
- 17 يوليو – بيدرو مارتينز[4]

### أغسطس
- 6 أغسطس – بيدرو باربوسا لاعب كرة قدم برتغالي.[5]
- 13 أغسطس – بيدرو روما لاعب كرة قدم برتغالي.[6]
- 21 أغسطس – باولو غيرا منافِس أوليمبي برتغالي.[7]
- 26 أغسطس – خوسيه باروسو
- 28 أغسطس – جوزيه غوميز مدرب كرة قدم برتغالي.
- 30 أغسطس – باولو سوزا لاعب كرة قدم برتغالي.[8]

### أكتوبر
- 28 أكتوبر – ليونور سيلفيرا ممثلة برتغالية.

### نوفمبر
- 3 نوفمبر – باولو غوميز لاعب كرة قدم برتغالي.
- 3 نوفمبر – بيدرو بروينسا حكم كرة قدم برتغالي.
- 15 نوفمبر – بيدرو كايشينيا لاعب كرة قدم.

### ديسمبر
- 8 ديسمبر – أنطونيو فيريرا مخرج أفلام برتغالي.
- 13 ديسمبر – أوقستو كاردوسو منافِس أوليمبي برتغالي.
- 25 ديسمبر – دانييل راموس لاعب كرة قدم برتغالي.

## وفيات

### مايو
- 6 مايو – رينالدو دوس سانتوس (مواليد 1880)[9]

### يونيو
- 25 يونيو – هنريكي جالفاو (مواليد 1895) كاتب برتغالي.[10]

### يوليو
- 27 يوليو – أنطونيو سالازار (مواليد 1889) رئيس وزراء البرتغال.[11]

### نوفمبر
- 12 نوفمبر – كارلوس ألفيس (مواليد 1903) لاعب كرة قدم برتغالي.